# Typhlichthys subterraneus
Typhlichthys subterraneus is een straalvinnige vissensoort uit de familie van de blinde baarszalmen (Amblyopsidae). De wetenschappelijke naam van de soort is voor het eerst geldig gepubliceerd in 1859 door Girard.